# Lago Chanka
Il lago Chanka (noto anche come Khanka o Hanka; in russo о́зеро Ха́нка?, ózero Chánka; in cinese 興凱湖T, 兴凯湖S, XingkaiP) è un lago situato nell'Asia nordorientale, a cavallo del confine fra Russia (Territorio del Litorale) e Cina (Heilongjiang). Il lago è attraversato dal 45º parallelo, la linea equidistante fra il Polo nord e l'Equatore. 
Il Chanka si estende su una superficie di 4 400 km2, per tre quarti circa in territorio russo ; ha una profondità media di 4,5 m, con massimo di 10,6. Ha una lunghezza di circa 90 km per una larghezza di circa 60 km. Lungo la sponda settentrionale si trova il lago Malaja Chanka, interamente in territorio cinese, che è separato dal Chanka da una stretta lingua di sabbia.
Il lago è caratterizzato da fluttuazioni cicliche a lungo termine del livello dell'acqua, a seconda del cambiamento climatico. A causa delle fluttuazioni di livello, l'area della superficie può variare da 3 940 km² a 5 010 km² e il volume dell'acqua può variare da 12,7 a 22,6 km³. Sfociano nel lago 24 fiumi, tra cui: Ilistaja, Komissarovka, Melgunovka e Spasovka. L'unico emissario è il Sungača, affluente dell'Ussuri (bacino dell'Amur).
La pianura del Chanka nel suo insieme è piuttosto paludosa. Le zone umide del bacino sono un complesso naturale unico. Il lago stesso è caratterizzato da pianure alluvionali con una vegetazione formata da: canna comune, Zizania aquatica, carice, lenticchia d'acqua, e castagna d'acqua. Diverse specie di uccelli nidificano sulle rive e più di 80 specie di pesci popolano le sue acque.
Nel 1976, in conformità alla Convenzione di Ramsar, a questo territorio è stato attribuito lo status di zona umida di importanza internazionale. Nel 1990 è stata creata la Riserva naturalestatale del Chanka che comprendeva parte dell'area acquatica, oltre a pianure alluvionali. Poco prima, nel 1986, sulla sponda cinese del lago era stata istituita la riserva naturale di Chingkaj-Hu. Nell'aprile 1996, la Russia e la Cina hanno firmato un accordo intergovernativo sulla creazione della riserva internazionale russo-cinese «Lago Chanka».